# Acanthopyrgus finoti
Acanthopyrgus finoti är en insektsart som först beskrevs av Bolívar, I. 1905.  Acanthopyrgus finoti ingår i släktet Acanthopyrgus och familjen Pyrgomorphidae. Inga underarter finns listade i Catalogue of Life.